# Wendell Corey
Wendell Corey, nato Wendell Reid Corey (Dracut, 20 marzo 1914 – Woodland Hills, 8 novembre 1968), è stato un attore statunitense.

## Biografia

### Carriera
Figlio di Milton Rothwell Corey, pastore della Chiesa Congregazionalista, e di Julia Etta McKinney, Wendell Corey compì gli studi a Springfield (Massachusetts) e iniziò a calcare il palcoscenico in allestimenti teatrali estivi. Durante gli anni trenta lavorò come commesso e continuò a recitare in teatro, debuttando a Broadway nel 1942 con Comes the Revelation. Dopo una serie di ruoli di supporto, Corey ottenne il primo successo nel 1945 nella commedia Dream Girl di Elmer Rice, nel ruolo di un cinico giornalista, personaggio che lo fece notare dal produttore cinematografico Hal B. Wallis e lo portò all'attenzione di Hollywood.
Dopo aver firmato un contratto con la Paramount, Corey fece il suo debutto sul grande schermo nel dramma Furia nel deserto (1947), accanto a Lizabeth Scott, Burt Lancaster e John Hodiak. Il ruolo dell'ambiguo e violento gangster Johnny Ryan, fu il primo una lunga serie di interpretazioni da vigoroso comprimario, destinato a fare da spalla alle star più celebri. Con la sua maschera cinica e la recitazione asciutta, l'attore apparve in diverse pellicole drammatiche e poliziesche del dopoguerra, lavorando con attrici quali Barbara Stanwyck nel melodramma Il terrore corre sul filo (1948) e in Il romanzo di Thelma Jordon (1949), e con Joan Crawford in Sola col suo rimorso (1950). Fu a proprio agio anche nel western psicologico Le furie (1950) di Anthony Mann, mentre ebbe meno successo nei ruoli da protagonista, limitati a pochi film d'avventura quali Uniti nella vendetta (1950), in cui interpretò il fuorilegge Frank James, e l'esotico La casbah di Honolulu (1954).
Nel 1954 apparve, nel ruolo di un investigatore di polizia, nel suo film più celebre, La finestra sul cortile (1954) di Alfred Hitchcock, in cui ebbe come partner James Stewart, Grace Kelly, Raymond Burr e Thelma Ritter. Recitò in seguito nel melodramma Il grande coltello (1955), diretto da Robert Aldrich e interpretato accanto a Jack Palance e Ida Lupino, e in L'assassino è perduto (1956), nella parte di un killer braccato. Nella seconda metà degli anni cinquanta apparve nei film Il mago della pioggia (1956), accanto a Burt Lancaster e Katharine Hepburn, Amami teneramente (1957), interpretato dall'esordiente Elvis Presley, e nella commedia Arriva Jesse James (1959) con Bob Hope.
Già attivo sul piccolo schermo dall'inizio degli anni cinquanta, Corey partecipò a numerose serie, quali Harbor Command (1957-1958) nel ruolo del capitano Ralph Baxter, Alfred Hitchcock presenta (1958), Gli intoccabili (1961), The Nanette Fabray Show (1961), Undicesima ora (1962-1963), un medical drama in cui interpretò nella prima stagione il ruolo del dottor Theodore Bassett, Perry Mason (1966).
Negli anni sessanta, Corey fu presidente della Academy of Motion Picture Arts and Sciences dal 1961 al 1963, e membro attivo del sindacato Screen Actors Guild. Il parallelo impegno politico nel Partito Repubblicano lo portò all'elezione nel consiglio cittadino di Santa Monica in California, carica che mantenne dall'aprile 1965 fino alla morte.
Corey morì l'8 novembre 1968, all'età di 54 anni, per una cirrosi epatica conseguente alla lunga dipendenza dall'alcool. È sepolto al Washington Cemetery di Washington (Massachusetts).

## Vita privata
Dal matrimonio con Alice Wiley, conosciuta durante il lungo tirocinio teatrale negli anni trenta, Corey ebbe quattro figli, Jonathan, Jennifer, Bonnie Alice e Robin.

## Filmografia

### Cinema
- Furia nel deserto (Desert Fury), regia di Lewis Allen (1947)
- Le vie della città (I Walk Alone), regia di Byron Haskin (1948)
- Odissea tragica (The Search), regia di Fred Zinnemann (1948)
- La tigre del Kumaon (Man-Eater of Kumaon), regia di Byron Haskin (1948)
- Il terrore corre sul filo (Sorry, Wrong Number), regia di Anatole Litvak (1948)
- Delitto senza peccato (The Accused), regia di William Dieterle (1949)
- Fate il vostro gioco (Any Number Can Play), regia di Mervyn LeRoy (1949)
- Tu partirai con me (Holiday Affair), regia di Don Hartman (1949)
- Il romanzo di Thelma Jordon (The File on Thelma Jordon), regia di Robert Siodmak (1950)
- Non siate tristi per me (No Sad Songs for Me), regia di Rudolph Maté (1950)
- Le furie (The Furies), regia di Anthony Mann (1950)
- Sola col suo rimorso (Harriet Craig), regia di Vincent Sherman (1950)
- Uniti nella vendetta (The Great Missouri Raid), regia di Gordon Douglas (1951)
- Ricca, giovane e bella (Rich, Young and Pretty), regia di Norman Taurog (1951)
- Nagasaki (The Wild Blue Yonder), regia di Allan Dwan (1951)
- Inferno bianco (The Wild North), regia di Andrew Marton (1952)
- Carabina Williams (Carbine Williams), regia di Richard Thorpe (1952)
- Il mio uomo (My Man and I), regia di William A. Wellman (1952)
- Giamaica (Jamaica Run), regia di Lewis R. Foster (1953)
- Riso tragico (Laughing Anne), regia di Herbert Wilcox (1953)
- La casbah di Honolulu (Hell's Half Acre), regia di Hohn H. Auer (1954)
- La finestra sul cortile (Rear Window), regia di Alfred Hitchcock (1954)
- Il grande coltello (The Big Knife), regia di Robert Aldrich (1955)
- L'assassino è perduto (The Killer is Loose), regia di Budd Boetticher (1956)
- La soglia dell'inferno (The Bold and the Brave), regia di Lewis R. Foster (1956)
- Supplizio (The Rack), regia di Arnold Laven (1956)
- Il mago della pioggia (The Rainmaker), regia di Joseph Anthony (1956)
- Amami teneramente (Loving You), regia di Hal Kanter (1957)
- Johnny, l'indiano bianco (The Light in the Forest), regia di Herschel Daugherty (1958)
- Arriva Jesse James (Alias Jesse James), regia di Norman Z. McLeod (1959)
- 1000 dollari per un Winchester (Blood on the Arrow), regia di Sidney Salkow (1964)
- Cyborg anno 2087 metà uomo metà macchina... programmato per uccidere (Cyborg 2087), regia di Franklin Adreon (1966)
- Agente H.A.R.M. (Agent for H.A.R.M.), regia di Gerd Oswald (1966)
- Le donne del pianeta preistorico (Women of the Prehistoric Planet), regia di Arthur C. Pierce (1966)
- Waco una pistola infallibile (Waco), regia di R.G. Springsteen (1966)
- La bambola di pezza (Picture Mommy Dead), regia di Bert I. Gordon (1966)
- Il grido di guerra dei Sioux (Red Tomahawk), regia di R.G. Springsteen (1967)
- The Star Maker, regia di John Carr (1968)
- Buckskin, regia di Michael D. Moore (1968)
- The Astro-Zombies, regia di Ted V. Mikels (1968)

### Televisione
- Schlitz Playhouse of Stars – serie TV, 1 episodio (1951)
- Chesterfield Presents – serie TV, 1 episodio (1952)
- Celanese Theatre – serie TV, 2 episodi (1951-1952)
- Curtain Call – serie TV, 1 episodio (1952)
- The Gulf Playhouse – serie TV, 1 episodio (1952)
- Hollywood Opening Night – serie TV, 1 episodio (1952)
- ABC Album – serie TV, 2 episodi (1953)
- Willys Theatre Presenting Ben Hecht's Tales of the City – serie TV, 1 episodio (1953)
- Robert Montgomery Presents – serie TV, 3 episodi (1953-1954)
- Lux Video Theatre – serie TV, 3 episodi (1951-1954)
- The United States Steel Hour – serie TV, 1 episodio (1955)
- The Alcoa Hour – serie TV, episodio 1x01 (1955)
- Star Stage – serie TV, 1 episodio (1955)
- Climax! – serie TV, 2 episodi (1955-1956)
- Celebrity Playhouse – serie TV, episodio 1x33 (1956)
- Eye on New York – serie TV, 1 episodio (1956)
- The 20th Century-Fox Hour – serie TV, episodio 2x11 (1957)
- Studio One – serie TV, 4 episodi (1955-1958)
- Harbor Command – serie TV, 39 episodi (1957-1958)
- Alfred Hitchcock presenta (Alfred Hitchcock Presents) – serie TV, episodio 4x1 (1958)
- Peck's Bad Girl – serie TV, 14 episodi (1959)
- Sunday Showcase – serie TV, 1 episodio (1960)
- I racconti del West (Zane Grey Theater) – serie TV, 3 episodi (1956-1960)
- Westinghouse Playhouse – serie TV, 26 episodi (1961)
- Gli intoccabili (The Untouchables) – serie TV, 1 episodio (1961)
- The New Breed – serie TV, episodio 1x06 (1961)
- Corruptors (Target: The Corruptors) – serie TV, episodio 1x08 (1961)
- Bus Stop – serie TV, episodio 1x18 (1962)
- Undicesima ora (The Eleventh Hour) – serie TV, 32 episodi (1961-1962)
- Channing – serie TV, 1 episodio (1963)
- La legge di Burke (Burke's Law) – serie TV, episodio 1x28 (1964)
- Branded – serie TV, episodio 1x10 (1965)
- Perry Mason – serie TV, episodio 9x25 (1966)
- I giorni di Bryan (Run for Your Life) – serie TV, episodio 2x04 (1966)
- I sentieri del west (The Road West) – serie TV, episodio 1x08 (1966)
- Il grande teatro del West (The Guns of Will Sonnett) – serie TV, 1 episodio (1967)
- Selvaggio west (The Wild Wild West) – serie TV, episodio 3x24 (1968)

## Doppiatori italiani
Nelle versioni in italiano dei suoi film, Wendell Corey è stato doppiato da:
- Emilio Cigoli in Non siate tristi per me, Sola col suo rimorso, Carabina Williams, Riso tragico, La casbah di Honolulu, La finestra sul cortile, Arriva Jesse James, Alfred Hitchcock presenta
- Paolo Stoppa in Furia nel deserto, Il terrore corre sul filo, Delitto senza peccato, Uniti nella vendetta
- Giorgio Capecchi in Le vie della città, Supplizio
- Sandro Ruffini in Il romanzo di Thelma Jordon, Le furie
- Mario Pisu in Inferno bianco, Il mio uomo
- Renato Turi in Johnny l'indiano bianco, Waco, una pistola infallibile
- Stefano Sibaldi in Giamaica
- Giulio Panicali in Il grande coltello
- Bruno Persa in L'assassino è perduto
- Nando Gazzolo in Il mago della pioggia
- Enrico Maria Salerno in Amami teneramente
- Cesare Barbetti in Furia nel deserto (ridoppiaggio)
- Gino La Monica in Tu partirai con me (ridoppiaggio)[3]
- Michele Gammino in La finestra sul cortile (ridoppiaggio)